# Callas Forever
Callas Forever är en italiensk dramafilm från 2002 i regi av Franco Zeffirelli.

## Handling
Filmen handlar om operasångerskan Maria Callas sista tid i livet. Fakta blandas med fiktion.

## Om filmen
Filmen utspelar sig år 1977 - ändå används kläder som var moderna omkring 2001. Även moderna bilar syns i bakgrunden emellanåt. Och i en scen hänger det en poster på en vägg - bilden kommer från omslaget till AC/DCs album If You Want Blood You've Got It som släpptes 1978.
Filmen spelades in i Italien, Frankrike, Spanien, Storbritannien och Rumänien.

## Rollista
| Fanny Ardant          | – Maria Callas  |
| Jeremy Irons          | – Larry Kelly   |
| Joan Plowright        | – Sarah Keller  |
| Jay Rodan             | – Michael       |
| Gabriel Garko         | – Don Jose      |
| Manuel de Blas        | – Esteban Gomez |
| Justino Díaz          | – Scarpia       |
| Jean Dalric           | – Gerard        |
| Stephen Billington    | – Brendan       |
| Anna Lelio            | – Bruna         |
| Alessandro Bertolucci | – Marcello      |
| Olivier Galfione      | – Thierry       |
| Roberto Sanchez       | – Escamillo     |
| Achille Brugnini      | – Ferruccio     |
| Eugene Kohn           | – Eugene        |